# Сендзішув (гміна)
Гміна Сендзішув (пол. Gmina Sędziszów) — місько-сільська гміна у східній Польщі. Належить до Єнджейовського повіту Свентокшиського воєводства.
Станом на 31 грудня 2011 у гміні проживало 12965 осіб.

## Територія
Згідно з даними за 2007 рік площа гміни становила 145.71 км², у тому числі:
- орні землі: 76.00%
- ліси: 15.00%

Таким чином, площа гміни становить 11.59% площі повіту.

## Населення
Станом на 31 грудня 2011:
| Опис     | Загалом | Загалом | Чоловіки | Чоловіки | Жінки | Жінки |
| -------- | ------- | ------- | -------- | -------- | ----- | ----- |
| одиниця  | осіб    | %       | осіб     | %        | осіб  | %     |
| все      | 12965   | 100     | 6421     | 49.53    | 6544  | 50.47 |
| міське   | 6703    | 100     | 3339     | 49.81    | 3364  | 50.19 |
| сільське | 6262    | 100     | 3082     | 49.22    | 3180  | 50.78 |

## Сусідні гміни
Гміна Сендзішув межує з такими гмінами: Водзіслав, Єнджеюв, Жарновець, Козлув, Нагловіце, Слупія.